# Muscle stylo-hyoïdien

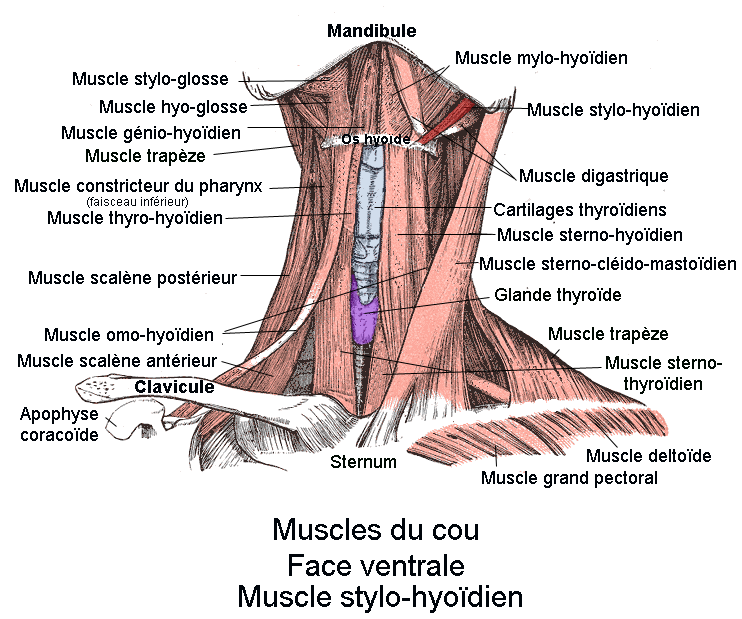
Le muscle stylo-hyoïdien.

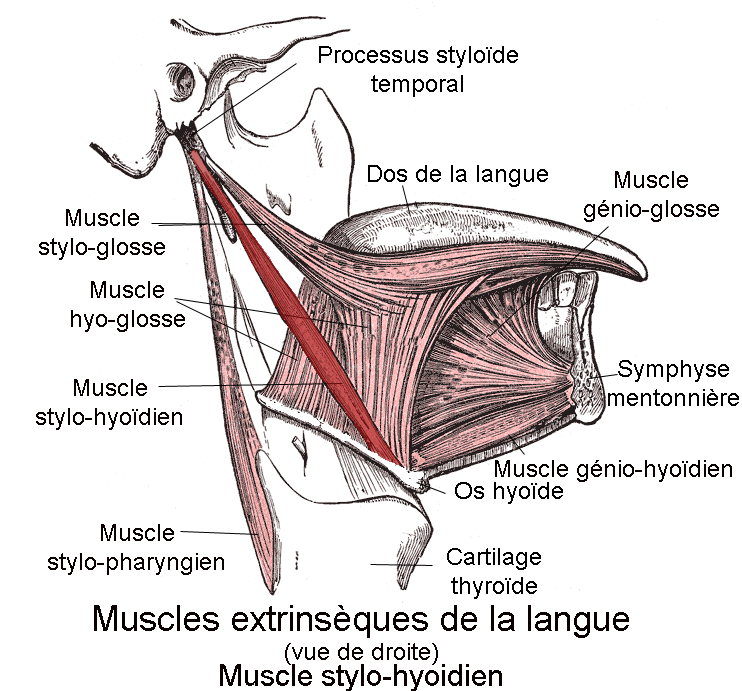
Le muscle stylo-hyoïdien.

Le muscle stylo-hyoïdien (Musculus stylohyoideaus en latin) est un muscle suprahyoïdien de la partie supérieure du cou.

## Description
Le muscle stylo-hyoïdien est un muscle fin et allongé, situé à l'avant du ventre postérieur du muscle digastrique.

## Origine
Le muscle stylo-hyoïdien naît de la face postéro-latérale de l'apophyse styloïde de l'os temporal. Il est une des trois roses rouges du bouquet de Riolan.

## Trajet
Le muscle stylo-hyoïdien descend obliquement de dehors en dedans et de l'arrière vers l'avant.

## Insertion
Le muscle stylo-hyoïdien se termine par un tendon qui se dédouble sur la face supéro-latérale de la grande corne de l’os hyoïde. L'espace laissé par le dédoublement du tendon permet le passage du tendon intermédiaire du muscle digastrique.

## Innervation
Le muscle stylo-hyoïdien est innervé par le nerf facial.

## Action
Le muscle stylo-hyoïdien attire l'os hyoïde vers le haut et l'arrière lors de sa contraction.

## Galerie

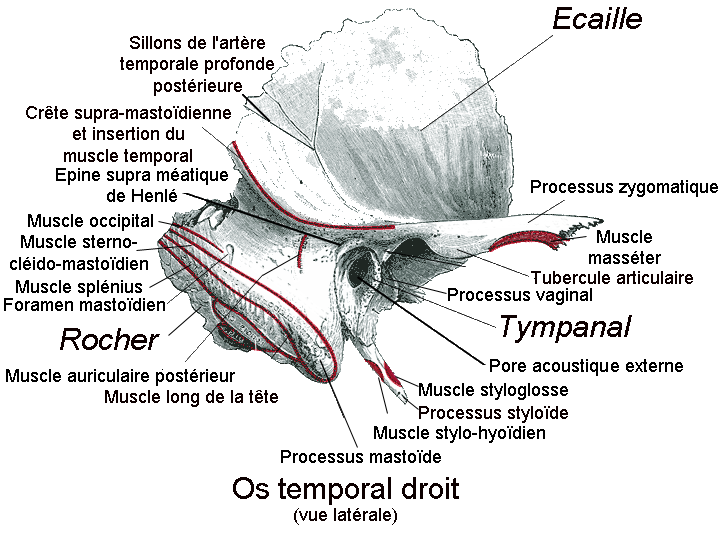
Temporal droit, vue latérale.
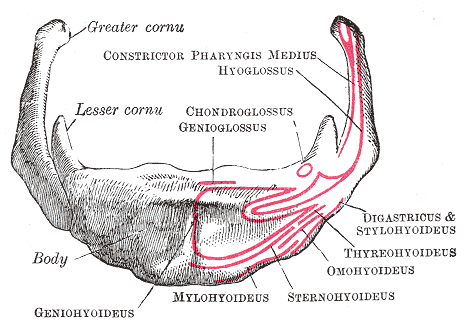
Os hyoïde, vue antérieure.